# Philippia japonica
Philippia japonica is een slakkensoort uit de familie van de Architectonicidae. De wetenschappelijke naam van de soort is voor het eerst geldig gepubliceerd in 1895 door Pilsbry & Stearns in Pilsbry.